# 瓦尔瓦拉·列普琴科
瓦尔瓦拉·列普琴科（1986年5月21日—），生於蘇聯塔什干，美國職業女子網球運動員。2001年轉為職業，單打生涯最高排名為第19名，雙打最高排名則為第40名，目前共取得1項WTA125巡迴賽冠軍與13項ITF的錦標冠軍。在2012年法國網球公開賽擊敗了意大利球手弗蘭切斯卡·斯基亞沃內晉身第四輪，再於溫布頓晉身第三輪，並在2013年澳洲網球公開賽中搭檔中國網球好手鄭賽賽挺進四強。

## 外部連結
- 瓦尔瓦拉·列普琴科的国际女子网球协会官方資料（英文）
- 瓦尔瓦拉·列普琴科的國際網球總會 職業／青少年 官方資料（英文）
- Fed Cup - Player profile - Varvara LEPCHENKO (USA) （页面存档备份，存于）